# Pelaya
Pelaya é um município da Colômbia, localizado no departamento de Cesar.